# تیم ملی فوتبال عمان
تیم ملی فوتبال عمان (به عربى: منتخب عُمان لكرة القدم) نماینده فوتبال کشور عمان در مسابقات بین‌المللی است. این تیم مجموعه‌ای است از بهترین بازیکنان رشته فوتبال در عمان و زیر نظر فدراسیون فوتبال این کشور فعالیت می‌کند.
حشمت مهاجرانی و همایون شاهرخی در دههٔ نود میلادی، مدتی نیز سرمربیگری این تیم را بر عهده داشتند.
عمان هنوز نتوانسته است به دور پایانی جام جهانی فوتبال راه یابد.

## نتایج درجام جهانی
- ۱۹۳۰: حضور نداشت
- ۱۹۳۴: حضور نداشت
- ۱۹۳۸: حضور نداشت
- ۱۹۵۰: حضور نداشت
- ۱۹۵۴: حضور نداشت
- ۱۹۵۸: حضور نداشت
- ۱۹۶۲: حضور نداشت
- ۱۹۶۶: حضور نداشت
- ۱۹۷۰: حضور نداشت
- ۱۹۷۴: حضور نداشت
- ۱۹۷۸: حضور نداشت
- ۱۹۸۲: حضور نداشت
- ۱۹۸۶: کناره‌گیری
- ۱۹۹۰: دور مقدماتی
- ۱۹۹۴: دور مقدماتی
- ۱۹۹۸: دور مقدماتی
- ۲۰۰۲: دور مقدماتی
- ۲۰۰۶: دور مقدماتی